# Lingua songe
La lingua songe o kisonge (o anche songye o yembe) è una lingua bantu parlata dai Songye della provincia del Lomami, ma anche nelle provincie di Maniema, di Tanganyika e di Sankuru in Repubblica Democratica del Congo.

## Distribuzione geografica
Il songe è parlato dal popolo Songye in Congo-Kinshasa, più in particolare 
- nella provincia di Lomami nel territorio di Lubao e nel territorio di Kabinda;
- nella provincia di Tanganyika nel territorio di Kongolo e nel territorio di Kabalo;
- la provincia di Maniema nel territorio di Kasongo;
- la provincia di Sankuru, nei settori Basonge dei territori di Lusambo e di Lubefu.

## Dialetti
L’Atlante linguistico d'Africa centrale pubblicato dal CERDOTOLA conta diverse varianti e dialetti della lingua songe:
- kyena-milembwe
- kyena-ekí
- kyena-majiba
- kilandé
- kikabinda
- kikalebwe
- kyena-nsapú
- lumbala (rumbala)
- kyenye-kumbi
- kinakayi
- kinalumbi
- kinakalanda
- kinawangongwe